# 五螳属
五螳属（学名：Epsomantis）为矮螳科的一个属。

## 下属物种
本属包括以下物种：
- 似卷叶蛾五螳 Epsomantis tortricoides de Haan, 1842